# Айрапетян, Рубен Рафикович
Рубе́н Ра́фикович Айрапетя́н (арм. Ռուբեն Ռաֆիկի Հայրապետյան; род. 9 марта 1963, Ереван, Армянская ССР) — армянский предприниматель, бывший президент Федерации футбола Армении, олигарх и бывший депутат парламента Армении. С 2007 года член Республиканской партии Армении. В Армении больше известен под прозвищем Немец Рубо.

## Биография
- 1980—1982 — работал электромонтёром на ереванском заводе «Алмаз».
- 1988 — окончил Ереванский институт народного хозяйства.
- 1985—1988 — рабочий, а с 1988—1991 — бухгалтер Ереванского пищевого объединения № 7.
- 1991—1993 — заместитель директора, а с 1993—1995 — главный инженер объединения «Армтабак».
- 1996—1999 — стал префектом общины Аван (г. Ереван).
- 1999—2003 — председатель совета ОАО «Армтабак».
- 2002—2018 — президент Федерации футбола Армении.
- 2003—2007 — был депутатом парламента Армении. Член постоянной комиссии по финансово-бюджетным, кредитным и экономическим вопросам. Беспартийный.
- 12 мая 2007 — вновь избран депутатом парламента. Член Республиканской партии Армении.
- 3 июля 2012 — отказался от депутатского мандата в связи с убийством в ресторане «Арснакар».

Айрапетян женат, имеет троих детей.

## Избиение футболистов
В 2010 году армянская газета «Грапарак» сообщила, что после того как армянский клуб «Пюник» проиграл «Бананцу» со счетом 2:3, президент Федерации футбола Армении Рубен Айрапетян вошёл в раздевалку и в присутствии президента клуба «Бананц» Саркиса Исраеляна избил нескольких футболистов «Пюника».

## Убийство Аветяна
17 июня в ресторане «Арснакар», принадлежащем Рубену Айрапетяну, пять сотрудников охраны заведения жестоко избили пятерых военных врачей. Трое врачей были госпитализированы. Один из врачей — 32-летний майор медицинской службы Ваге Аветян, в результате жестокого избиения, получил тяжкие телесные повреждения и умер в больнице. 30 июня 2012 года в Ереване прошли митинги протеста с требованием лишить Рубена Айрапетяна депутатского мандата и привлечь к уголовной ответственности. Митинги состоялись также напротив армянского консульства в Лос-Анджелесе, в Германии, во Франции, в Чехии, в Испании, в Италии, в Брюсселе. Под давлением непрекращающийся акций протестов и митингов общественности 3 июля Айрапетян распространил заявление о сложении с себя депутатского мандата. Вечером, 8 июля, во время акции зажжения свечей у ресторана «Арснакар», Рубен Айрапетян прилюдно ударил правозащитника Армана Везиряна. Позднее Айрапетян попросил прощения, они помирились и Везирян не стал подавать заявление в полицию.

## Дело за избиение ветерана Первой карабахской войны
21 октября 2015 года, по данным газеты «Айкакан жаманак», Рубен Айрапетян покинул Армению. Произошло это после того как предпринимателя допросили в Следственном Комитете Армении в рамках расследования уголовного дела по факту избиения участника Первой карабахской войны Смбата Акопяна. Сам Акопян обвинил в своём избиении Айрапетяна.